# Lophocyttarra argyropasta
Lophocyttarra argyropasta är en fjärilsart som beskrevs av George Francis Hampson 1918. Lophocyttarra argyropasta ingår i släktet Lophocyttarra och familjen nattflyn. Inga underarter finns listade i Catalogue of Life.